# حذف‌شده (فیلم ۲۰۱۸)
حذف‌شده (به انگلیسی: Erased) فیلمی به کارگردانی میها مازینی محصول سال ۲۰۱۸ است.

## داستان
هنگامی که آنا در یک بیمارستان محلی فرزند خود را به دنیا می‌آورد، همه چیز به نظر خوب پیش می‌رود تا این‌که در مراحل اداری کار مشکلی پیش می‌آید. اطلاعات هویتی آنا در سیستم وجود ندارد، اما او مطمئن است این یک مشکل فنی است. به‌زودی او در جهنمی از قوانین بوروکراسی گرفتار می‌شود که مشخص می‌کند او به صورت قانونی وجود خارجی ندارد، حتی اگر سال‌ها به عنوان یک شهروند اسلوونیایی در این کشور زندگی کرده باشد.

## جشنواره جهانی فیلم فجر
این فیلم در بخش سینمای سعادت (مسابقه بین‌الملل) سی و هفتمین جشنواره جهانی فیلم فجر حضور داشت. این جشنواره از ۲۹ فروردین تا ۶ اردیبهشت ۱۳۹۸ در شهر تهران برگزار شد.